# 392 aC
El 392 aC va ser un any del calendari romà prejulià. En aquell temps, era conegut com a any del consolat de Potit i Capitolí (o, més rarament, any 362 ab urbe condita). L'ús del nom «392 aC» per referir-se a aquest any es remunta a l'alta edat mitjana, quan el sistema Anno Domini va ser el mètode de numeració dels anys més comú a Europa.

## Esdeveniments

### Grècia
- S'estrena Les assembleistes d'Aristòfanes.[2]
- Andòcides, que l'any 393 aC havia anat a Esparta com a ambaixador per negociar la pau a la que havia portat la victòria de Conó a Cnidos, quan va retornar el van acusar de conducta il·legal durant la seva ambaixada. Va fer un discurs per la seva defensa «Sobre la pau amb Lacedemònia» (περὶ τῆς πρὸς Λακεδαιμονίονς εἰρήνης), que es conserva, però el van trobar culpable i va ser enviat a l'exili per quarta vegada.[3]

### Sicília
- La ciutat d'Agira, quan el cartaginès Magó va envair Sicília, va mantenir la seva aliança amb Dionisi el Vell i va prendre part en la lluita contra els cartaginesos.[4]
- Es signa una treva entre Cartago i Siracusa, que torna a repartir el territori entre els dos bàndols. la ciutat de Solunt torna a mans de Cartago. Taormina passa a dependre de Dionisi el Vell, que n'expulsa els sículs i hi estableix un cos de mercenaris.[5]

### Roma
- Són elegits cònsols Luci Valeri Potit i Marc Manli Capitolí. Els dos cònsols van fer la guerra als eqües, i Capitolí va rebre del senat una ovació mentre el seu col·lega va rebre els honors del triomf. Una pesta es va estendre per la ciutat i els dos cònsols en van ser afectats i van haver de renunciar. Es va nomenar a Valeri Potit interrex, per celebrar els comicis.[6]
- Marc Furi Camil va fer construir a l'Aventí un temple dedicat a Juno Regina, una divinitat importada de Veios.[7]
- Es funda una colònia a Sètia, el punt més avançat del domini dels romans en aquella direcció tocant al territori dels privernats.[8]